# Campeonato Uruguayo de Fútbol Femenino 2015
El Campeonato Uruguayo de Fútbol Femenino constituyó el 19.° torneo de primera división del fútbol femenino uruguayo organizado por la AUF, correspondiente al año 2015. El campeón fue Colón Fútbol Club.
Por ser anfitrión, Uruguay disponía de dos cupos para la Copa Libertadores. Estos fueron obtenidos por el campeón, Colón, y el subcampeón, Nacional.

## Equipos participantes

### Datos de los equipos
| Club                 | Ciudad      | Estadio           | Capacidad | Fundación                | Temporadas | Temp. Consecutivas | Títulos | Subtítulos | 2014         |
| -------------------- | ----------- | ----------------- | --------- | ------------------------ | ---------- | ------------------ | ------- | ---------- | ------------ |
| Bella Vista          | Montevideo  | -                 | -         | 4 de octubre de 1920     | 6          | 1                  | —       | —          | Primera fase |
| Cerro                | Montevideo  | Héctor Da Cunha   | -         | 1 de diciembre de 1922   | 10         | 8                  | 1       | 1          | Segunda fase |
| Colón                | Montevideo  | Parque Suero      | 2.000     | 12 de marzo de 1907      | 6          | 6                  | 2       | —          | Campeón      |
| Figli della Toscana  | Montevideo  | -                 | -         | -                        | —          | —                  | —       | —          | —            |
| Línea D CUTCSA       | Montevideo  | -                 | -         | -                        | —          | —                  | —       | —          | —            |
| Montevideo Wanderers | Montevideo  | Devoto (cancha 2) | -         | 15 de agosto de 1902     | 12         | 3                  | —       | —          | Segunda fase |
| Nacional             | Montevideo  | Los Céspedes      | -         | 14 de mayo de 1899       | 13         | 5                  | 4       | 6          | Vicecampeón  |
| Progreso Misses      | Canelones   | -                 | -         | -                        | 3          | 1                  | —       | —          | Primera fase |
| River Plate          | Montevideo  | River Plate       | -         | 11 de mayo de 1932       | 10         | 2                  | 2       | 2          | Segunda fase |
| Rocha                | Rocha       | Sobrero           | -         | 1 de agosto de 1999      | 3          | 3                  | —       | —          | Primera Fase |
| SAC Canelones        | Las Piedras | Monegal           | 6.000     | 19 de septiembre de 1958 | 1          | 1                  | —       | —          | Primera fase |
| Salus                | Montevideo  | Parque Salus      | -         | 10 de abril de 1928      | 4          | 4                  | —       | —          | Primera Fase |
| Seminario            | Montevideo  | -                 | -         | -                        | 4          | 4                  | —       | —          | Primera fase |
| UdelaR               | Montevideo  | La Bombonera      | 6.000     | 18 de julio de 1849      | 10         | 10                 | —       | —          | Primera fase |

## Clasificación

### Primera Fase

#### Grupo 1
|             | PTS | PJ | PG | PE | PP | GF | GC | DIF |
| ----------- | --- | -- | -- | -- | -- | -- | -- | --- |
| Colón       | 12  | 4  | 4  | 0  | 0  | 30 | 0  | 30  |
| Salus       | 2   | 4  | 0  | 2  | 2  | 4  | 17 | -13 |
| Uni. R.O.U. | 2   | 4  | 0  | 2  | 2  | 4  | 21 | -17 |

#### Grupo 2
|                 | PTS | PJ | PG | PE | PP | GF | GC | DIF |
| --------------- | --- | -- | -- | -- | -- | -- | -- | --- |
| Nacional        | 12  | 4  | 4  | 0  | 0  | 44 | 0  | 44  |
| Rocha           | 6   | 4  | 2  | 0  | 2  | 7  | 18 | -11 |
| Progreso Misses | 0   | 4  | 0  | 0  | 4  | 2  | 35 | -33 |

#### Grupo 3
|                     | PTS | PJ | PG | PE | PP | GF | GC | DIF |
| ------------------- | --- | -- | -- | -- | -- | -- | -- | --- |
| Cerro               | 16  | 6  | 5  | 1  | 0  | 24 | 3  | 21  |
| Bella Vista         | 10  | 5  | 3  | 1  | 1  | 17 | 3  | 14  |
| SAC (Canelones)     | 4   | 6  | 1  | 1  | 4  | 4  | 18 | -14 |
| Figli Della Toscana | 1   | 5  | 0  | 1  | 4  | 1  | 22 | -21 |

#### Grupo 4
|           | PTS | PJ | PG | PE | PP | GF | GC | DIF |
| --------- | --- | -- | -- | -- | -- | -- | -- | --- |
| River     | 16  | 6  | 5  | 1  | 0  | 34 | 5  | 29  |
| Wanderers | 11  | 6  | 3  | 2  | 1  | 11 | 11 | 0   |
| CUTCSA    | 7   | 6  | 2  | 1  | 3  | 6  | 18 | -12 |
| Seminario | 0   | 6  | 0  | 0  | 6  | 7  | 24 | -17 |

### Segunda fase
|             | PTS | PJ | PG | PE | PP | GF | GC | DIF |
| ----------- | --- | -- | -- | -- | -- | -- | -- | --- |
| Colón       | 33  | 12 | 11 | 0  | 1  | 53 | 10 | 43  |
| Nacional    | 31  | 12 | 10 | 1  | 1  | 60 | 13 | 47  |
| River       | 21  | 12 | 7  | 0  | 5  | 48 | 25 | 23  |
| Bella Vista | 14  | 12 | 4  | 2  | 6  | 14 | 32 | -18 |
| Cerro       | 13  | 12 | 4  | 1  | 7  | 20 | 32 | -12 |
| Wanderers   | 7   | 12 | 2  | 1  | 9  | 12 | 51 | -39 |
| Rocha       | 4   | 12 | 1  | 1  | 10 | 11 | 55 | -44 |

| Uruguay                                 |
| Campeón Uruguayo 2015 Colón 3.er título |